# Sex and the City
Sex and the City (loạt chương trình) là một bộ phim truyền hình hài kịch tình huống Mỹ được chắp bút bởi Darren Star và sản xuất bởi HBO, chuyển thể từ cuốn sách cùng tên năm 1997 của Candace Bushnell. Phát sóng từ những năm 1998 đến 2004, phim đã phát sóng được tổng cộng 94 tập. Bộ phim được công chiếu lần đầu tiên tại Hoa Kỳ vào ngày 6 tháng 6 năm 1998 và kết thúc vào ngày 22 tháng 2 năm 2004, với 94 tập được phát sóng trong sáu mùa. Tại Việt Nam, phim đã phát sóng từ ngày 10 tháng 11 trên kênh VTV2 vào khung giờ 23h hàng ngày. Trong suốt quá trình phát triển, loạt phim đã nhận được sự đóng góp của nhiều nhà sản xuất, biên kịch và đạo diễn, trong đó chủ yếu là Michael Patrick King.
Lấy bối cảnh và quay tại thành phố New York, loạt chương trình có chủ đề xoay quanh cuộc sống của một nhóm bạn gồm bốn người phụ nữ: ba người ngoài ba mươi tuổi và một người khoảng bốn mươi tuổi. Mặc dù mỗi người đều có những tính cách riêng biệt và cuộc sống tình yêu khác nhau, nhưng họ vẫn không thể tách rời và luôn tâm sự, trò chuyện với nhau. Với sự tham gia của Sarah Jessica Parker (trong vai Carrie Bradshaw), Kim Cattrall (trong vai Samantha Jones), Kristin Davis (trong vai Charlotte York) và Cynthia Nixon (trong vai Miranda Hobbes), bộ phim liên tục có nhiều cốt truyện xoay quanh vấn đề xã hội hiện đại và thường liên quan đến các vấn đề như tình dục, tình yêu, chuyện ngoại tình và cuộc sống của phái nữ, đồng thời cho khán giả được khám phá sự khác biệt trong tình bạn và các mối quan hệ lãng mạn qua những góc nhìn khác nhau của 4 nhân vật chính trong phim.
Sex and the City đã nhận được rất nhiều sự quan tâm của khán giả và các nhà phê bình đối với các chủ đề và nhân vật trong phim, đồng thời phim cũng đã giúp kênh truyền hình HBO nổi lên như một mạng lưới phim rạp chiếu tại nhà. Loạt phim đã giành được rất nhiều giải thưởng và cũng là phim đứng thứ năm trong danh sách "phim truyền hình kinh điển" của Entertainment Weekly và đã được xếp hạng là một trong những loạt phim truyền hình hay nhất mọi thời đại theo Time năm 2007 và TV Guide năm 2013.

## Cốt truyện
Bốn nhân vật chính sống trong một đô thị lớn của Mỹ, New York - thành phố của hy vọng và những ước mơ vĩ đại với tất cả sự hỗn loạn của màu sắc đã mang đến cho các cô gái sự tự tin và cũng là sự lập dị. Tuổi đời của họ gắn với 30 năm ấp ủ, nhưng không ai trong số họ có thể xây dựng cuộc sống gia đình cá nhân cho riêng mình. Cốt truyện xoay quanh mỗi nhân vật chính trong loạt phim Sex and the City, nơi họ liên tục gặp phải những rắc rối trong tình yêu, mưu mô, bí ẩn và kịch tính. Xuyên suốt trong sáu mùa của loạt phim, khán giả sẽ được quan sát cuộc chiến đấu trường kỳ của những người phụ nữ thành công và xinh đẹp để có thể giành được quyền hạnh phúc của cơ bản cho những gì họ xứng đáng phải có. Và khi đó, họ sẽ cần phải làm gì để đạt được những điều mà họ muốn?

## Diễn viên

### Diễn viên chính:
- Sarah Jessica Parker trong vai "Carrie Bradshaw"
- Kristin Davis trong vai Charlotte York
- Kim Cattrall trong vai Samantha Jones
- Cynthia Nixon trong vai Miranda Hobbes

### Diễn viên chính phụ/phụ:
- David Eigenberg trong vai Steve Brady
- Chris Noth trong vai Mr. Big
- Willie Garson trong vai Stanford Blatch
- Kyle MacLachlan trong vai Trey MacDougal
- John Corbett trong vai Aidan Shaw
- Evan Handler trong vai Harry Goldenblatt
- Jason Lewis trong vai Jerry 'Smith' Jerrod
- Lynn Cohen trong vai Magda
- Mario Cantone trong vai Anthony Marantino
- James Remar trong vai Richard Wright
- Frances Sternhagen trong vai Bunny MacDougal
- Mikhail Baryshnikov trong vai Aleksandr Petrovsky
- Ron Livingston trong vai Jack Berger
- Sean Palmer trong vai Marcus
- Ben Weber trong vai Skipper Johnston
- Bridget Moynahan trong vai Natasha
- Blair Underwood trong vai Tiến sĩ Robert Leeds
- Amy Sedaris trong vai Courtney Masterson
- Anne Meara trong vai Mary Brady
- Sônia Braga trong vai Maria Diega Reyes
- James Goodwin trong vai James
- Molly Shannon trong vai Lily Martin
- Pierre Epstein trong vai Rabbi Minsch
- Candice Bergen trong vai Enid Mead, Vogue
- Eleni Fuaixis trong vai Debbie
- Emily Cline trong vai Jessica
- Andrew Stewart-Jones trong vai Jules
- Vicky Cunningham trong vai Mimi
- Craig Bierko trong vai Ray King
- Justin Theroux trong vai Jared
- John Slattery trong vai Bill Kelley
- Robert John Burke trong vai Walker Lewis
- Daniel Gerroll trong vai Mr. Marvelous
- Anne Lange trong vai Dr.G
- Marc Grapey trong vai J.J. Mitchell
- Molly Price trong vai Susan Sharon
- James McCaffrey trong vai Max

...

## Các bản phim khác

### Sex and the city(phim điện ảnh 2008)
Một bộ phim điện ảnh dựa trên Sex and the City (loạt chương trình), do Michael Patrick King viết kịch bản, sản xuất và đạo diễn, đã được phát hành vào tháng 5 năm 2008. Bốn nữ diễn viên chính đã trở lại để thể hiện lại vai diễn của họ, cùng với Chris Noth, Evan Handler, David Eigenberg, Jason Lewis, Mario Cantone và Willie Garson. Ngoài ra, Jennifer Hudson còn xuất hiện trong phim với vai trò trợ lý của Carrie. Bộ phim lấy bối cảnh bốn năm sau phần cuối của loạt phim. Đây là bộ phim hài lãng mạn có doanh thu cao nhất trong năm. Phim được phát hành trên DVD vào ngày 23 tháng 9 năm 2008 và được khởi chiếu tại Thành phố Hồ Chí Minh vào ngày 27 tháng 6 năm 2008.

### Sex and the city 2(phim điện ảnh 2010)
Sex and the City 2 được phát sóng vào tháng 5 năm 2010 với sự tham gia của 4 nhân vật nữ chính trong phần phim trước cùng với Handler, Eigenberg, Lewis, Cantone và Garson. Phim cũng có sự góp mặt của Liza Minnelli, Miley Cyrus và Penélope Cruz. Bộ phim lấy bối cảnh hai năm sau những sự kiện của phần phim đầu tiên. Tuy bị chỉ trích dữ dội nhưng bộ phim lại rất thành công về mặt thương mại ở phòng vé.

### Sex and the City 3(không chính thức)
Năm 2016, có tin đồn rằng kịch bản cho phần phim thứ ba và phần phim cuối cùng đã được thông qua. Tuy nhiên, vào ngày 28 tháng 9 năm 2017, Parker đã nói với Extra rằng bộ phim đã bị hủy bỏ. Còn có thông tin cho rằng Cattrall không muốn tham gia vào bộ phim sau khi biết được cốt truyện liên quan đến việc Mr.Big chết vì đau tim và Samantha nhận được các bức ảnh sex và khỏa thân từ Brady, con trai của Miranda.

## Các biến thể khác

### Phần tiền truyện
The Carrie Diaries là phần tiền truyện của loạt phim gốc Sex and the city, dựa trên cuốn sách cùng tên của Candace Bushnell. Bộ phim được công chiếu lần đầu trên The CW vào ngày 14 tháng 1 năm 2013. AnnaSophia Robb sẽ đóng vai Carrie Bradshaw thời trẻ. Tuy nhiên đến ngày 8 tháng 5 năm 2014, The CW đã hủy bỏ The Carrie Diaries sau hai mùa phát sóng.

### Bản phimremake
Bộ phim truyền hình Brazil Sexo e as Negas được chuyển thể từ bộ truyện gốc và phát hành vào ngày 16 tháng 9 năm 2014. Phiên bản này sẽ có một số điểm khác biệt - bốn phụ nữ đều là nữ diễn viên da đen và bối cảnh chương trình sẽ diễn ra ở vùng ngoại ô.